# Cindy Margolis
Pour les articles homonymes, voir Margolis.
Cynthia Dawn Margolis dite Cindy Margolis, née le 1er octobre 1965 à Los Angeles (Californie), est un mannequin glamour, actrice, animatrice et playboy model.

## Debuts
Cindy Margolis est née à Los Angeles dans une famille juive. Sa carrière débute en 1986, elle fait parler d'elle en posant en lingerie pour des cartes collector qu'elle produit elle-même et se fait repérer par un agent. Au début des années 1990 elle est mannequin pour de nombreuses compagnies comme  Reebok, Vidal Sassoon, Coors, Frederick's of Hollywood, Hanes et Sunkist. Elle diversifie son activité en étant mannequin de maillots de bain et en sortant ses calendriers annuels.

## Vie privée
Elle a eu de nombreux petits amis célèbres dont Matt LeBlanc, mais en 1998 elle se marie avec le restaurateur Guy Starkman.
Elle a trois enfants : Nicholas Isaac né en 2002 et des jumelles qu'elle a eues par mère porteuse, Sabrina et Sierra nées en 2005.
En 2008, elle divorce d'avec Guy Starkman et sort un temps avec le magicien Criss Angel.

## Carrière
Elle travaille à la télévision. Elle commence dans un show avec Tim Robbins et Don Lapre. Elle apparaît brièvement dans Barker's Beauties en 1995 et dans le show tv The Price Is Right.
Elle joue également un robot tueur dans le film Austin Powers.
En 2000 elle a son propre talk show The Cindy Margolis Show qu'elle présente chaque soir depuis Miami Beach.
De 1996 à 2000 Cindy doit son succès à Internet, elle est désignée reine du web par Yahoo! Internet Life et figure en 2000 dans le Livre Guinness des records comme la personne le plus téléchargée en 1999.
De 1986 à 2006 elle refuse de poser nue pour Playboy 17 fois.

### Playboy
En 2006, à l'âge de 40 ans elle pose nue pour Playboy et reverse l'intégralité de l'argent de son shooting à son association pour la fécondité des femmes puis une seconde fois en 2008

## Filmographie
Quelques exemples :
- Austin Powers (Austin Powers: International Man of Mystery) (1997) : femme robot
- Ally McBeal (1997) : elle-même
- Chairman of the Board (1998) : professeure de tennis
- The Cindy Margolis Show (en) (2000) : animatrice de série télévisée
- Sol Goode (en) (2001) : Angie
- Dead Above Ground (pl) (2002) : Kari McClure Mallory

## Apparitions nues dans playboy
Playboy USA :
- Playboy Decembre 2006
- Playboy's Sexy 100 Mai 2007 Cover Model
- Playboy's Hot Shots 2008  February 2008 Cover Model
- Playboy's Sexy 100 Mai 2008
- Playboy Juillet 2008